# Within Destruction
Within Destruction — словенская дэткор/слэм-дэт-метал-группа из Есенице, основанная в 2010 году.

## История
Группа Within Destruction была основана в 2010 году в словенском городе Есенице. В 2012 году группа подписала контракт на запись с австрийским независимым лейблом Noisehead Records и выпустила на нём свой дебютный альбом From the Depths. В 2014 году группа выступала на фестивале Metaldays в Толмине. Почти четыре года спустя на немецком лейбле Rising Nemesis Records был выпущен второй студийный альбом Void. В этот период группа завершила европейское турне вместе с Visceral Disgorge и Disentomb, в ходе которого они проехали Германию, Австрию, Чехию, Францию, Великобританию и другие страны.
Deathwish, ставший третьим полноформатным альбомом группы, был выпущен 30 марта 2018 года; продюсером выступил гитарист Fit for an Autopsy Уилл Патни. В конце февраля того же года группа отправилась в свой второй европейский тур, на этот раз в сопровождении Stillbirth и Walking Dead on Broadway, завершившийся 25 марта 2018 года.
В середине сентября 2018 года было объявлено, что группа подписала контракт на запись с американским лейблом Unique Leader Records. Группа объявила, что будет переиздавать альбом Deathwish, выпущенный в марте, с дополнительным содержанием. В период с 29 марта по 4 мая 2019 года группа провела свой первый тур по Соединённым Штатам, выступив на разогреве у Lorna Shore и Enterprise Earth.
1 июня 2020 года группа анонсировала Yōkai, четвёртый студийный альбом. Альбом был выпущен 12 августа того же года.

## Музыкальный стиль
Дебютный альбом From the Dephts описывается как смесь «большого количества дэт-метала с некоторым добавлением блэка и слышимой долей дэткора». Группу сравнивали с такими коллективами, как As You Drown и Whitechapel. По словам Луки из Stormbringer.at, группа также склоняется в сторону мелодичного дэт-метала. В качестве музыкальных ориентиров он называет такие группы, как Dissection, In Flames и The Black Dahlia Murder.
Музыка Within Destruction описывается как брутальная и агрессивная, но в ней также есть мелодичные и грувовые пассажи. В отличие от многих других дэткор-групп, Within Destruction используют мало брейкдаунов. В качестве музыкальных ориентиров Коннор Уэлш из New Transcendence называет такие группы, как Slaughter to Prevail, Oceano, Ingested, Sectioned и Vulvodynia.

## Дискография
- From the Depths (2012)
- Void (2016)
- Deathwish (2018)
- Yōkai (2020)
- Lotus (2022)
- Animetal (2025)

## Состав
- Luka Vezzosi — ударные
- Rok Rupnik — вокал
- Francesco Filigoi — гитара
- Howard Fang — гитара